# Otto Vossler
Otto Vossler (* 14. Februar 1902 in Heidelberg; † 26. Dezember 1987 in Frankfurt am Main) war ein deutscher Neuzeithistoriker.

## Leben
Otto Vossler war der jüngere Sohn des Romanisten Karl Vossler und seiner Frau Ester Gräfin Gnoli, Esterina Contessa Gnoli (1872–1922), Tochter des italienischen Lyrikers und Literaturhistorikers Graf Domenico Gnoli. Im zweisprachigen Elternhaus aufgewachsen, konnte Vossler nach dem Tod des Vaters dessen Briefwechsel mit dem italienischen Antifaschisten Benedetto Croce übersetzen und herausgeben. Nach dem Umzug der Familie besuchte Vossler in München das Maximiliansgymnasium. Das Studium an der Universität München schloss er 1925 bei Hermann Oncken mit der Promotion über Mazzinis politisches Denken in den geistigen Strömungen seiner Zeit ab. 1929 habilitierte er sich, ebenfalls bei Oncken, in Berlin mit einer Untersuchung über die amerikanischen Revolutionsideale bei Thomas Jefferson. 1930 wurde er in Leipzig zum außerordentlichen Professor ernannt, 1938 erfolgte die Ernennung zum Ordinarius (bis 1945), 1946 übernahm er den Lehrstuhl für Mittlere und Neuere Geschichte, insbesondere Englische und Amerikanische Geschichte an der Universität Frankfurt am Main. 1967 wurde er emeritiert. Zu seinen akademischen Schülern gehörte Werner Gembruch. Neben den revolutionären Bewegungen des 18. und 19. Jahrhunderts galten seine Forschungen Jean-Jacques Rousseau, Alexis de Tocqueville und den Entwicklungen des Nationalgedankens.
1942 wurde er Mitglied der Sächsischen Akademie der Wissenschaften, von 1945 bis zu seinem Tod wurde er als korrespondierendes Mitglied geführt. Von 1942 bis 1944 war er Dekan der Philologisch-Historischen Abteilung der Philosophischen Fakultät der Leipziger Universität.

## Schriften (Auswahl)
- Mazzinis politisches Denken und Wollen in den geistigen Strömungen seiner Zeit, Oldenbourg, München, Berlin 1927.
- Die amerikanische Revolutionsideale in ihrem Verhältnis zu den europäischen. Untersucht an Thomas Jefferson, Oldenbourg, München 1929.
- Der Nationalgedanke von Rousseau bis Ranke, Oldenbourg, München, Berlin 1937.
- Geist und Geschichte. Von der Reformation bis zur Gegenwart. Gesammelte Aufsätze, Piper, München 1964.
- Die Revolution von 1848 in Deutschland, Suhrkamp, Frankfurt a. M. 1967; 8. Aufl. 1985.
- Alexis de Tocqueville. Freiheit und Gleichheit, Klostermann, Frankfurt a. M. 1973.
- Geschichte als Sinn, Suhrkamp, Frankfurt a. M. 1979, ISBN 3-518-04555-5.